# Vaux-Villaine
Vaux-Villaine é uma comuna francesa na região administrativa de Grande Leste, no departamento das Ardenas. Estende-se por uma área de 9,96 km². Em 2010 a comuna tinha 195 habitantes (densidade: 19,6 hab./km²).